# Esclainvillers
Esclainvillers település Franciaországban, Somme megyében. Lakosainak száma 159 fő (2022. január 1.). Esclainvillers Chirmont, Coullemelle, La Faloise, Folleville, Grivesnes, Quiry-le-Sec és Sourdon községekkel határos.

## Népesség
A település népességének változása:
| Lakosok száma | 161  | 166  | 169  | 167  | 167  | 166  | 164  | 161  | 159  |
|               | 2013 | 2015 | 2016 | 2017 | 2018 | 2019 | 2020 | 2021 | 2022 |